# Liverpool County Premier League
Liverpool County Premier League là một giải bóng đá nằm ở Merseyside, Anh, thành lập năm 2006 do sự hợp nhất của Liverpool County Football Combination và I Zingari League.
Giải đấu có 4 hạng đấu, gồm Premier Division, Division One, Division Two và Division Three. Premier Division nằm ở Bậc 7 (hay Cấp độ 11) của National League System và góp đội cho North West Counties Football League Division One.

## Đội vô địch
| Mùa giải | Premier Division       | Division One                     | Division Two                      |
| -------- | ---------------------- | -------------------------------- | --------------------------------- |
| 2006–07  | Waterloo Dock          | South Liverpool                  | REMYCA United                     |
| 2007–08  | Waterloo Dock          | Aigburth Peoples' Hall           | Sacre Coeur Former Pupils         |
| 2008–09  | Waterloo Dock          | Albany Athletic                  | Halewood Town                     |
| 2009–10  | Waterloo Dock          | Essemmay Old Boys                | Pinewoods (North), Alumni (South) |
| 2010–11  | Waterloo Dock          | Croxteth                         | Liverpool North                   |
| 2011–12  | Aigburth Peoples Hall  | West Everton Xaviers             | Kingsley United                   |
| 2012–13  | West Everton Xaviers   | Kingsley United                  | The Famous Grapes                 |
| 2013-14  | Aigburth Peoples' Hall | Liver Academy                    | Litherland REMYCA Dự bị           |
| 2014-15  | Aigburth Peoples' Hall | Waterloo Grammar School Old Boys | Leyfield                          |

## Các câu lạc bộ mùa giải 2015–16

### Premier Division
- Aigburth Peoples' Hall
- Alder
- Byrom
- East Villa
- Lower Breck
- Old Xaverians
- Page Celtic
- ROMA
- South Sefton Borough
- Stoneycroft
- Warbreck
- Waterloo Dock
- Waterloo Grammar School Old Boys
- West Everton Xaviers

### Division One
- Alumni
- British Rail North End Social Club
- Copperas Hill
- Edge Hill Boys Club Old Boys
- Eli Lilly
- Leyfield
- Old Xaverians Dự bị
- Salisbury Athletic
- St Michaels
- Walton Community
- Woolton

### Division Two
- AFC Kirkby
- AFC Liverpool Dự bị
- Aintree Villa
- Alder Dự bị
- Litherland REMYCA Dự bị
- Liver Academy
- Liverpool Hibernia
- Red Rum
- Warbreck Dự bị
- Wood Street

### Division Three
- Botanic
- Custy's
- Jacob's
- Lower Breck Dự bị
- Netherley Woodlane Legion
- Strand United
- The Garston Derby
- The Parky